# Nevzat
Nevzat is een persoonsnaam die wordt gebruikt in het Midden-Oosten voor zowel jongens als meisjes. Met name bij talen die een relatie hebben met het Perzisch komt de naam voor. 
De naam kan gesplitst worden in "Nev", wat nieuw betekent en "zat", wat persoon betekent. Vaak ook wel in de betekenis van "Nieuwgeboren". Deze naam komt voor in Turkije, Irak en Iran.
In het Engels zou je deze naam letterlijk kunnen vertalen naar 'Newman'.